# Décollation de Jean le Baptiste (icône)
La Décollation de Jean le Baptiste est une icône datant de la seconde moitié du XVIe siècle, originaire du centre de Russie, représentant la scène du martyre de Jean le Baptiste qui a eu la tête coupée sur ordre du tétrarque de Galilée, Hérode Antipas. Cette icône est conservée parmi les collections du Musée national de peinture de Kiev.

## Histoire
Elle faisait partie des icônes du registre des fêtes de Gorodets de Gorodets (une autre icône de ce registre intitulée La Cène est également conservée au musée national de Kiev). La taille de l'icône a permis de déduire que la taille de l'iconostase était importante. L'origine précise de l'icône est controversée. Elle a été acquise au début du XXe siècle lors d'une foire de la ville de Gorodets sur la Volga par le collectionneur Ilya Ostroukhov (1858-1929). Elle avait probablement été conservée un certain temps dans une cathédrale de Kargopol dans le Gouvernement d'Olonets (actuellement Oblast d'Arkhangelsk), et c'est pourquoi on a pris l'habitude d'appeler son style particulier style de Kargopol. La Cène, La Descente de croix, La Descente en enfer et la Mise au tombeau sont les autres icônes qui faisaient partie du registre des fêtes dans l'iconostase de l'église de Gorodets,,.
- icônes du registre des fêtes de l'église de Gorodets, xve siècle.

"icônes
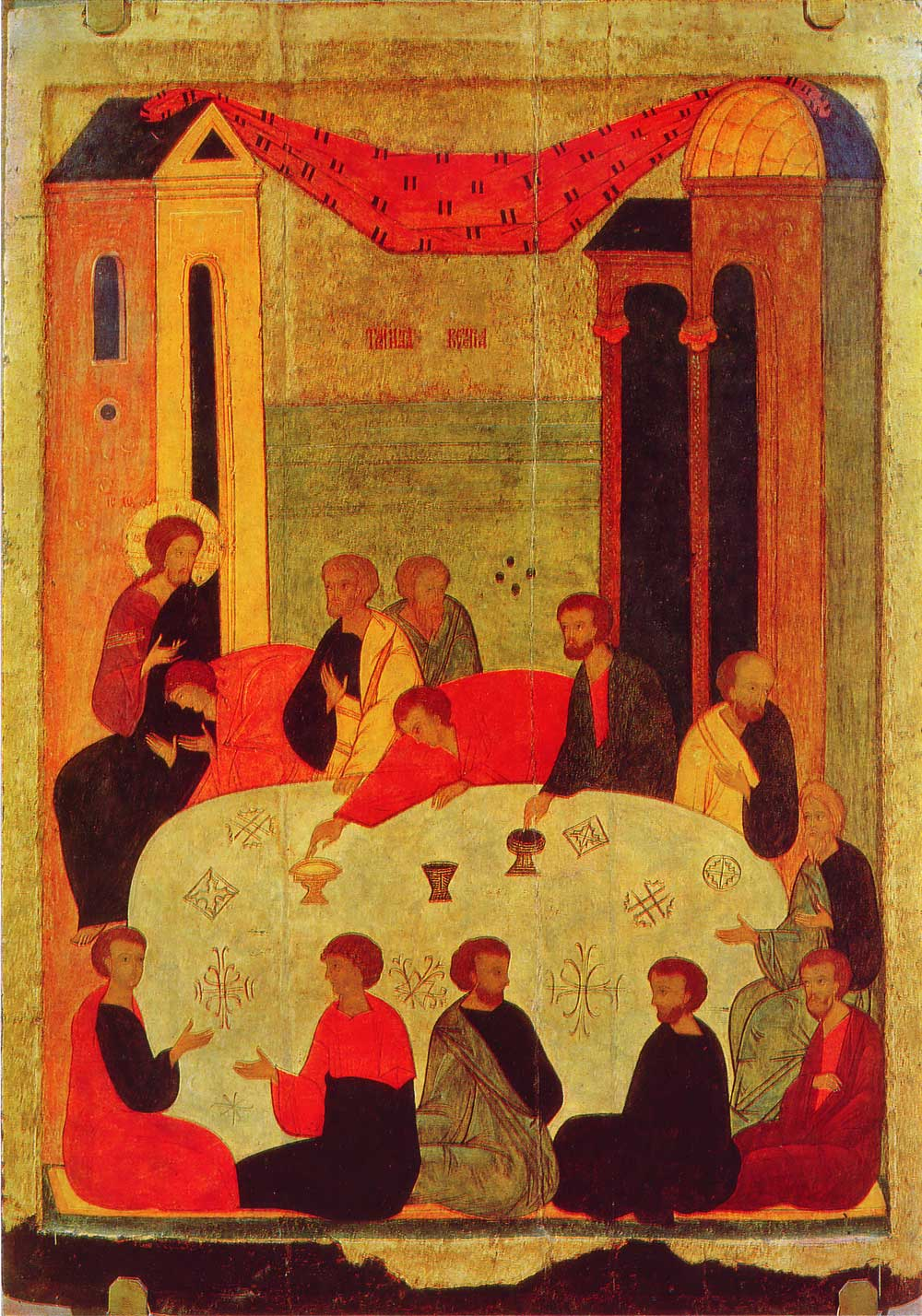
La Cène.
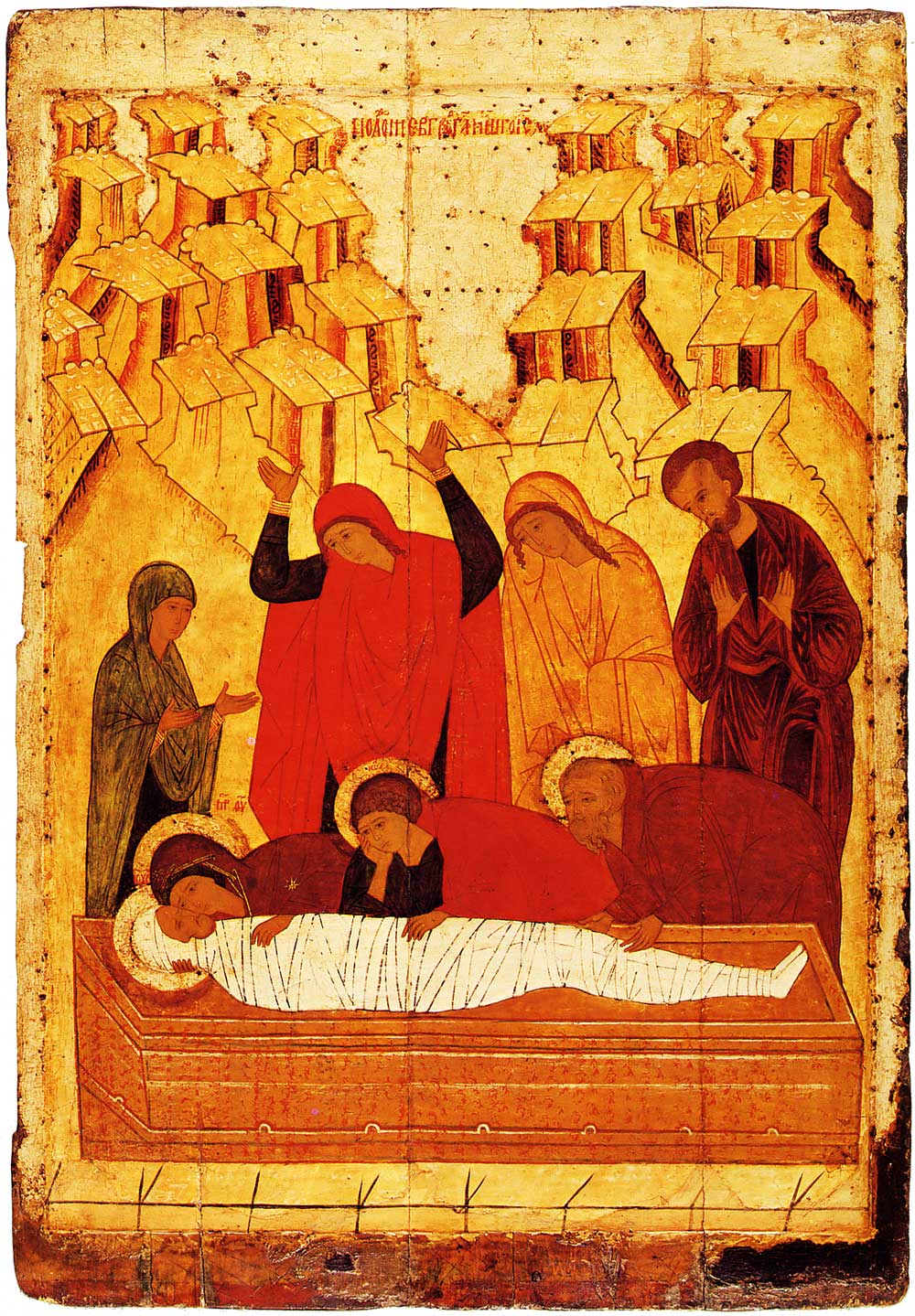
Mise au tombeau.

Finalement, en 1912, c'est la collectionneuse Varvara Khanenko (en) (1852-1922) qui en fit l'acquisition en même temps que La Cène et qui la conserva dans sa collection en même temps que celle de son mari Bogdan Khanenko à Kiev jusqu'en 1918. En 1932, elle entra au Musée national de peinture de Kiev en provenance du Musée Khanenko à Kiev.

## Description
L'icône représente la scène du martyre de Jean le Baptiste qui, sur ordre du tétrarque de Galilée Hérode, a eu la tête tranchée. Au centre de la composition se trouve Jean le Baptiste, penché en avant au-dessus de la grotte au fond de laquelle repose sa tête sur un plateau triangulaire. Sa posture combine le motif de la préparation à la mort qui va survenir et celui de la prière sur la tête déjà coupée. Le visage de Jean avant son exécution montre de la souffrance et de la tension. L'icône dépeint ainsi simultanément le moment précédant la décollation et celui qui suit le résultat de son exécution.
Le centre sémantique de l'icône est la tête coupée de Jean Baptiste, sur laquelle le visage finement dessiné exprime le calme et la lucidité. La tête de Jean, ceinte d'un nimbe doré se détache nettement sur le fond noir de la grotte. Au bord de cette grotte est représenté un arbre mince avec une hache à son pied, symbole de la brièveté de la vie terrestre et des pécheurs impénitents qui seront comme des arbres stériles coupés et jetés au feu.
L'interprétation de l'arrière-plan traditionnel du paysage sous la forme de montagnes s'élevant en saillie et d'un bâtiment à deux colonnes et une entrée étroite répond au besoin de la construction figurative de l'icône.